# Румелия (село)
Румелия (болг. Румелия) — село в Болгарии. Находится в Хасковской области, входит в общину Маджарово. Население составляет 16 человек.

## Политическая ситуация
В местном кметстве Тополово, в состав которого входит Румелия, должность кмета (старосты) исполняет Шюкри Селим Камбер (Движение за права и свободы (ДПС)) по результатам выборов правления кметства.
Кмет (мэр) общины Маджарово — Милко Петков Армутлиев (Земледельческий народный союз (ЗНС)) по результатам выборов в правление общины.